# FA Cup 1994-1995
La FA Cup 1994-1995 è stata la centoquattordicesima edizione della competizione calcistica più antica del mondo. È stata vinta dall'Everton contro il Manchester Utd.

## Finale
| Arbitro: | Gerald Ashby |

|             |           |  |
| Rideout 30’ | Marcatori |  |